# Syagrus mendanhensis
Syagrus mendanhensis är en enhjärtbladig växtart som beskrevs av Sidney Frederick Glassman. Syagrus mendanhensis ingår i släktet Syagrus och familjen Arecaceae. Inga underarter finns listade i Catalogue of Life.